# Josef Löw
Josef Löw (23. ledna 1834, Praha – 5. října 1886, tamtéž) byl hudební skladatel, varhaník, klavírista a učitel hry na klavír.

## Život a dílo
Löw získal vzdělání v Jiránkově hudebním institutu v Praze. Byl žádaný jako učitel klavíru a varhaník. Přestože byl židovského vyznání, jeho skladby nejsou synagogální hudbou. Celkem je známo 680 Löwových opusových čísel. Těžištěm jeho tvorby jsou náladové skladby pro klavír, varhany nebo harmonium. Skládal také symfonické básně pro orchestr a sbor (německy Neue Ungarische Tänz, česky Nové maďarské tance nebo německy Böhmische Tänze, česky České tance). 